# Ivan Aksentjuk
Ivan Aksentjuk (russisk: Ива́н Семёнович Аксенчу́к) (født 20. september 1918 i Prosjanyje Poljany i Russiske SFSR, død 17. juli 1999 i Moskva i Rusland) var en sovjetisk filminstruktør.

## Filmografi
- Rusalotjka (Русалочка, 1968)[3][4]